# 2012 TF324
2012 TF324 est un objet transneptunien de la famille des cubewanos. 

## Caractéristiques
2012 TF324 mesure environ 220 km de diamètre.